# Тлеубаев, Алимкул
Алимкул Тлеубаев (1893 год, Актюбе, Туркестанский край, Российская империя — дата и место смерти неизвестны) — колхозник, коневод, Герой Социалистического Труда (1948).

## Биография
Родился в 1893 году в ауле Актюбе (сегодня — Отырарский район Южно-Казахстанской области, Казахстан). С раннего детства занимался батрачеством. В 1933 году вступил в колхоз «Актюбе» Кзылкумского района Чимкентской области. Трудился чабаном и заведующим коневодческой фермы лошадей ахалтекинской породы. С 1957 года работал старшим чабаном в колхозе «Тимурский».
В 1947 году вырастил 80 жеребят от 80 конематок. За этот доблестный труд был удостоен в 1948 году звания Героя Социалистического Труда.
В 1960 году вышел на пенсию.

## Награды
- Герой Социалистического Труда — указом Президиума Верховного Совета СССР от 23 июля 1948 года;
- Орден Ленина (1948);